# Per averti (Adriano Celentano)
Per averti è un brano musicale di Adriano Celentano, frutto della collaborazione con Mogol e Gianni Bella, che ne sono gli autori. Il pezzo è stato il singolo di lancio dell'album Esco di rado e parlo ancora meno uscito il 10 novembre 2000 ed è stato un grande successo radiofonico (probabilmente il più grande di Celentano nel nuovo secolo) trascinando le vendite dell'album (1 500 000 copie). Stranamente però non appare in nessuna raccolta successiva a differenza di altri brani di questo album quali Tir, Apri il cuore, Io sono un uomo libero e Le stesse cose.